# カシュ環
環論という抽象代数学の分野において、右カシュ環 (right Kasch ring) とは環 R であってすべての単純右 R 加群が R の右イデアルに同型であるようなものである。同様に左カシュ環の概念が定義され、2つの概念は互いに独立である。
カシュ環は数学者フリードリヒ・カシュ (Friedrich Kasch) に敬意を表して名づけられている。カシュはもともと真のイデアルが零でない零化域を持つようなアルティン環を S-環 (S-ring) と呼んでいた (Kasch 1954)(Morita 1966)。以下の特徴づけはカシュ環が S-環を一般化したものであることを示している。

## 定義
同値な定義を右カシュ環に対してのみ紹介する。左カシュ環に対しても同様のことが正しい。カシュ条件には零化イデアルの概念を用いたいくつかの同値条件があり、この記事では零化イデアルの記事に現れるのと同じ表記を用いる。
導入部で与えられた定義に加えて、以下の性質は環 R が右カシュであるための同値な定義である。(Lam 1999, p. 281) に書かれている。
1. すべての単純右 R 加群 S に対して、M から R への非零加群準同型が存在する。
2. R の極大右イデアルは環の元の右零化イデアルである、つまり、各極大右イデアルは {\displaystyle \mathrm {r.ann} (x)\,}, ただし x は R の元、の形である。
3. R の任意の極大右イデアル T に対して、{\displaystyle \mathrm {\ell .ann} (T)\neq \{0\}} である。
4. R の任意の真の右イデアル T に対して，{\displaystyle \mathrm {\ell .ann} (T)\neq \{0\}} である。
5. R の任意の極大右イデアル T に対して、{\displaystyle \mathrm {r.ann} (\mathrm {\ell .ann} (T))=T} である。
6. R は稠密右イデアルを R 自身を除いて持たない。

## 例
以下の内容は (Faith 1999, p. 109), (Lam 1999, §§8C,19B), (Nicholson & Yousif 2003, p.51) などの文献において見つかる。
- R を半準素環とし J をそのジャコブソン根基とする。R が可換であるかまたは R/J が単純環であるならば、R は右カシュ（かつ左カシュ）である。とくに、可換アルティン環は右かつ左カシュである。

- 可除環 k に対し、k の元を成分とする4次正方行列環のある部分環 R を考える。部分環 R は次の形の行列からなる：

{\displaystyle {\begin{bmatrix}a&0&b&c\\0&a&0&d\\0&0&a&0\\0&0&0&e\end{bmatrix}}}
これは右かつ左アルティン環であり、右カシュであるが、左カシュではない。
- S を体 F に係数を持つ2つの非可換な変数 X, Y 上の冪級数の環とする。イデアル A を二元 YX, Y2 によって生成されたイデアルとする。商環 S/A は局所環であり右カシュであるが左カシュではない。
- R を無限個の例でない環 Ak たちの直積環とする。Ak たちの直和は R の真のイデアルをなす。このイデアルの左零化イデアルおよび右零化イデアルは 0 であることが容易に証明され、したがって R は右カシュでも左カシュでもない。
- 2×2の上（あるいは下）三角行列環（英語版）は右カシュでも左カシュでもない。
- right socle が 0 の環（すなわち {\displaystyle \mathrm {soc} (R_{R})=\{0\}}）は右カシュとはなりえない、なぜならば環は極小右イデアルを含まないからである。したがって、例えば、可除環でない整域は右カシュでも左カシュでもない。